# Lương Giản Văn Đế
Lương Giản Văn Đế (梁簡文帝, 503–551), tên húy Tiêu Cương (蕭綱), tên tự Thế Toản (世纘), tiểu tự Lục Thông (六通), là một hoàng đế của triều đại Lương trong lịch sử Trung Quốc. Ông là thứ tử của Lương Vũ Đế, và trở thành thái tử vào năm 531 sau khi đại huynh Tiêu Thống qua đời. Năm 549, phản tướng Hầu Cảnh đã chiếm kinh thành Kiến Khang và tiến hành quản thúc với Lương Vũ Đế và Thái tử Tiêu Cương. Hầu Cảnh đã đưa Thái tử Tiêu Cương lên ngôi (tức Giản Văn Đế) sau khi Lương Vũ Đế qua đời.
Trong thời gian trị vì của mình, Lương Giản Văn Đế hầu như hoàn toàn bị Hầu Cảnh khống chế. Năm 551, Hầu Cảnh đã lập kế hoạch soán vị, trước tiên buộc Lương Giản Văn Đế phải thiện nhượng cho chất tôn là Dự Chương vương Tiêu Đống, và sau đó phái người đi giết chết cựu hoàng đế.

## Bối cảnh
Tiêu Cương sinh năm 503 và là đệ tam tử của Lương Vũ Đế. Mẹ của ông là quý tần Đinh Lệnh Quang (丁令光), bà cũng hạ sinh cho Lương Vũ Đế trưởng tử Tiêu Thống, và do đó có được địa vị đặc biệt trong hậu cung mặc dù chưa từng được tấn phong làm hoàng hậu. Năm 506, khi mới được ba tuổi, Tiêu Cương được sách phong là Tấn An vương. Đến khi lớn tuổi hơn, ông cũng dần thụ một số chức vụ cao cấp. Năm 526, khi Đinh quý tần qua đời, ông đã từ bỏ các chức vụ này để chịu tang mẹ, song Lương Vũ Đế đã phục chức cho ông trước khi thời gian để tang kết thúc.
Sau khi Đinh quý tần qua đời, mối quan hệ giữa Thái tử Tiêu Thống và Lương Vũ Đế đã trở nên xấu đi. Khi Đinh quý tần được an táng, một đạo sĩ Đạo giáo đã nói với Tiêu Thống rằng mảnh đất đó sẽ đem đến vận xấu cho Tiêu Thống- con trai trưởng của Đinh quý tấn. Do đó, Tiêu Thống đã cho phép đạo sĩ chôn một vài món đồ để hóa giải vận xấu, như vịt sáp, tại vị trí dành cho người con trai trưởng. Đến khi Lương Vũ Đế điều tra thì đã tìm thấy vịt sáp, hoàng đế trở nên sửng sốt và tức giận và Thái tử Tiêu Thống đã không bao giờ có thể thanh minh hoàn toàn cho mình trong suy nghĩ của phụ hoàng.
Năm 531, Thái tử Tiêu Thống qua đời, Lương Vũ Đế triệu trưởng tử của Tiêu Thống là Hoa Dung công Tiêu Hoan (蕭歡) trở về kinh thành Kiến Khang, chuẩn bị để lập Tiêu Hoan làm hoàng thái tôn. Tuy nhiên, do vẫn còn bực bội trước vụ ma thuật khi xưa, cuối cùng Lương Vũ Đế đã không làm như vậy. Thay vào đó, chống lại quan điểm của Nho giáo, Lương Vũ Đế đã lập Tiêu Cương làm hoàng thái tử. Quân sư của Tiêu Cương là Chu Hoằng Chính (周弘正) đã khuyên Tiêu Cương từ chối, song Tiêu Cương đã không làm theo, song sau đó đã báo thù cho đại huynh khi hành quyết Bào Mạc Chi (鮑邈之).

## Làm thái tử
Khi là thái tử, Tiêu Cương là một thi nhân xuất sắc, ông cũng chiêu nạp các văn sĩ như Từ Li (徐攡). Một trong các tác phẩm của Thái tử mô tả một sinh hoạt chậm rãi quẩn quanh bên một chiếc giường giát ngà voi, bao quanh là các bức màn lông vũ, cùng một luyến đồng. Vì bài thơ này do ông viết, một số người đã khẳng định Tiêu Cương là người đồng tính luyến ái.
Do Lương Vũ Đế đã có tuổi, các em trai Tiêu Cương ít tuân theo các thánh chỉ, và trên thực tế họ giống như một hoàng đế tại châu mà họ cai quản. Lo sợ rằng các hoàng đệ sẽ tranh giành quyền lực, Tiêu Cương đã tuyển các binh lính tinh nhuệ vào cấm quân để bảo vệ Đông cung. Tiêu Cương tôn kính triết lý Đạo giáo, và thường giảng về Đạo đức kinh và Trang tử.
Năm 547, tướng Hầu Cảnh của Đông Ngụy do xung đột với thượng trụ quốc mới là Cao Trừng nên đã dâng 9 châu nằm giữa Hoàng Hà và Hoài Hà cho Lương để xin cứu viện (4 châu đã bị quân Tây Ngụy chiếm từ trước đó). Tuy nhiên, cả Trinh Dương hầu Tiêu Uyên Minh và Hầu Cảnh đều bị tướng Mộ Dung Thiệu Tông của Đông Ngụy đánh bại. Tiêu Uyên Minh bị bắt, trong khi Hầu Cảnh chạy thoát và chiếm thành Thọ Dương (壽陽, nay thuộc Lục An, An Huy), thủ phủ Nam Dự châu của Lương. Tuy nhiên, thay vì trừng phạt Hầu Cảnh, Lương Vũ Đế lại cho Hầu Cảnh cai quản Nam Dự châu. Không rõ liệu Tiêu Cương có tham gia vào việc đưa ra các quyết định này hay không, song rõ ràng là ông được thông báo về chúng vì ông đã tiết lộ các quyết định này cho trợ thủ là Hà Kính Dung (何敬容).
Tuy nhiên, Hầu Cảnh đã nổi dậy vào mùa hè năm 548. Quân của Hầu Cảnh nhanh chóng tiến về Kiến Khang, nhận được sự hỗ trợ của Lâm Hà vương Tiêu Chính Đức, cuối cùng bao vây kinh thành triều Lương. Lương Vũ Đế đã cử Tiêu Cương trấn thủ kinh thành, song Tiêu Cương đã không thành công và để thành ngoại thất thủ. Quân Lương buộc phải rút vào trong Đài thành (tương đương hoàng cung). Đến khi Hầu Cảnh tuyên bố rằng viên quan hủ bại Chu Dị (朱异) là người mà ông ta muốn giết, Tiêu Cương đã xác nhận rằng Chu Dị thực sự phạm tội ăn hối lộ, song chống lại việc hành quyết Chu Dị do cho rằng hành động này sẽ không có lợi gì trong cuộc chiến chống Hầu Cảnh.
Ngay sau đó, Hầu Cảnh tuyên bố Tiêu Chính Đức là hoàng đế. Trong khi đó, quân các châu đã tập hợp gần Kiến Khang và cố gắng giải vây cho Đài thành dưới quyền chỉ huy của đại đô đốc Liễu Trọng Lễ (柳仲禮) và Tiêu Quan, song họ đã không thành công. Đến khi gần như vong mạng trong một trận chiến, Liễu Trọng Lễ đã không giao chiến thêm nữa với quân của Hầu Cảnh, để quân trong Đài thành tự bảo vệ lấy mình. Vào mùa đông năm 548, bộ tướng của Hầu Cảnh là Phạm Đào Bổng (范桃棒) đã đề nghị nổi dậy chống lại Hầu Cảnh, mặc dù Lương Vũ Đế ban đầu ủng hộ ý kiến này, song Tiêu Cương lại chống lại, và kế hoạch đã không được thực hiện. Ngay sau đó, Phạm Đào Bổng bị Hầu Cảnh giết chết, cơ hội cũng tuột mất.
Vào mùa xuân năm 549, Tiêu Cương đã cố gắng đàm phán hòa bình với Hầu Cảnh trong lúc quân của người này đang mệt mỏi. Thoạt đầu Hầu Cảnh chấp thuận, với điều kiện là ông ta được giao cho các châu ở phía tây Trường Giang. Tuy nhiên, ngay sau đó, Hầu Cảnh đã không giữ lời hứa và tiếp tục bao vây Đài thành. Cuối cùng, Đài thành thất thủ, Lương Vũ Đế và Thái tử Tiêu Cương trở thành con tin. Hầu Cảnh về mặt chính thức vẫn tôn kính với hai người như là hoàng đế và thái tử, mặc dù trước đó đã thỏa thuận với Tiêu Chính Đức là sẽ giết chết họ. Các thuộc hạ của Tiêu Cương đều bỏ chạy, ngoại trừ Từ Li và Ân Bất Hại (殷不害). Quân các châu đến cứu viện cho Kiến Khang bị giải tán, và Hầu Cảnh trên thực tế nay trở thành người kiểm soát khu vực kinh thành.
Mặc dù nắm dưới sự kiểm soát của Hầu Cảnh, song Lương Vũ Đế vẫn không chịu lép vế và đã từ chối thực hiện một số hành động mà Hầu Cảnh mong muốn. Tiêu Cương đã cố thúc giục phụ hoàng làm theo các yêu cầu của Hầu Cảnh, song Lương Vũ Đế cũng từ chối. Hầu Cảnh tiến hành canh gác chặt chẽ hơn đối với Lương Vũ Đế, khiến hoàng đế triều Lương phát bệnh mà qua đời (một số sử gia cho rằng Hầu Cảnh bỏ đói Lương Vũ Đế đến chết.) Tiêu Cương đã không dám than khóc trước cái chết của phụ hoàng, ông được Hầu Cảnh lập làm hoàng đế kế vị, tức Giản Văn Đế.

## Làm hoàng đế
Giản Văn Đế về mặt chính thức đã được thứ sử các châu không nằm dưới quyền kiểm soát của Hầu Cảnh công nhận, song họ xem các thánh chỉ của ông là do Hầu Cảnh ép buộc và không chấp nhận nó. Thứ sử các châu này tiếp tục chống lại Hầu Cảnh, song họ cũng chống đối lẫn nhau để tranh giành lãnh địa, đến khi Hầu Cảnh tấn công thì họ không chống đỡ nổi và để mất lãnh địa. Đông Ngụy và triều đại kế tục là Bắc Tề nhân cơ hội này đã chiếm phần lớn các châu của Lương ở phía bắc Trường Giang.
Bản thân Giản Văn Đế đã cố gắng xây dựng một mối quan hệ với Hầu Cảnh để đảm bảo sự an nguy của bản thân. Năm 550, Giản Văn Đế gả nhi nữ là Lật Dương công chúa cho Hầu Cảnh. Hầu Cảnh rất sủng ái công chúa, và Giản Văn Đế được an toàn trong thời gian này. Ông sách phong trưởng tử Tiêu Đại Khí làm thái tử. Tuy nhiên, Hầu Cảnh vẫn tiến hành canh chừng nghiêm ngặt Giản Văn Đế, và chỉ có một vài hạ thần, bao gồm Vũ Lâm hầu Tiêu Tư (蕭諮), Vương Khắc (王克), và Ân Bất Hại là được phép đến gặp ông. Trong khi đó, hầu hết thứ sử các châu cuối cùng đã chấp thuận chịu sự chỉ huy của Tương Đông vương Tiêu Dịch (em trai Giản Văn Đế)- thứ sử của Kinh châu (荊州, nay là tây bộ Hồ Bắc).
Vào hè năm 550, Hầu Cảnh phái bộ tướng Nhâm Ước (任約) đem quân đi chinh phục khu vực trung tâm của Lương. Thoạt đầu, Nhâm Ức đã đánh bại và bắt được Tầm Dương vương Tiêu Đại Tâm (蕭大心)- thứ sử của Giang châu (江州, nay là trung bộ và bắc bộ Giang Tây), và sau đó tiếp tục cố gắng đoạt lấy lãnh địa của Tiêu Dịch. Khi Nhâm Ước không thể đánh bại bộ tướng Từ Văn Thịnh (徐文盛) của Tiêu Dịch, Hầu Cảnh đã đích thân dẫn quân cứu viện cho Nhâm Ước. Vào mùa đông năm 550, trong khi Hầu Cảnh đi khỏi Kiến Khang, chất tôn của Giản Văn Đế là Tiêu Hội Lý (蕭會理) đã lập mưu cùng kì đệ là Tiêu Nghệ Lý (蕭乂理), tướng Liễu Kính Lễ (柳敬禮), và hai đường huynh đệ của Giản Văn Đế là Tây Hương hầu Tiêu Khuyến (蕭勸) và Đông Hương hầu Tiêu Miễn (蕭勔), nhằm tiến hành một cuộc nổi dậy tại Kiến Khang và lật đổ Vương Vĩ (người của Hầu Cảnh). Tuy nhiên, âm mưu đã bị phát hiện, Vương Vĩ đã hành quyết Tiêu Hội Lý cùng các đồng mưu. Mặc dù Vương Vĩ không thể chỉ ra rằng Lương Vũ Đế có can dự vào âm mưu, song vì chuyện này mà Hầu Cảnh và Vương Vĩ lại càng nghi ngờ Giản Văn Đế. Do lo sợ, Vương Khắc và Ân Bất Hại đã dừng gặp hoàng đế, song Tiêu Tư thì vẫn tiếp tục. Đáp lại, Hầu Cảnh đã phát sát thủ đi ám sát Tiêu Tư. Giản Văn Đế cho rằng ông cũng sẽ bị giết, và ông đã nói điều này với Ân Bất Hại.

## Bị phế truất và bị giết
Vào hè năm 551, Hầu Cảnh lại một lần nữa dẫn quân đi cứu viện Nhâm Ước, đem theo Tiêu Đại Khí làm con tin. Với sự trợ giúp của Hầu Cảnh, Nhâm Ước ban đầu đã lấy được trọng thành Giang Hạ (江夏, nay thuộc Vũ Hán, Hồ Bắc), và Hầu Cảnh đã tiến sát đến căn cứ của Tiêu Dịch tại Giang Lăng (江陵, nay thuộc Kinh Châu, Hồ Bắc). Tuy nhiên, quân của Hầu Cảnh sau đó đã bị sa lầy khi cố bao vây Ba Lăng (巴陵, nay thuộc Nhạc Dương, Hồ Nam), do bộ tướng Vương Tăng Biện (王僧辯) của Tiêu Dịch đã phòng thủ thành công. Ngay sau đó, quân của Hầu Cản cạn nguồn lương thực và suy sụp. Nhâm Ước bị bắt giữ và hai phúc tướng khác của Hầu Cảnh là Tổng Tử Tiên (宋子仙) và Đinh Hòa (丁和) bị giết chết. Hầu Cảnh phải chạy trốn về Kiến Khang.
Vương Vĩ có tranh chấp với Lật Dương công chúa và cho rằng bà rốt cuộc sẽ làm hại tới mình, vì thế Vương Vĩ đã thuyết phục Hầu Cảnh loại bỏ Giản Văn Đế để chứng tỏ quyền lực. Bản thân Hầu Cảnh muốn trở thành hoàng đế, và đến mùa thu năm 551, ông ta đã phế truất Giản Văn Đế và giáng cựu hoàng đế làm Tấn An vương, và đưa Dự Chương vương Tiêu Đống (trưởng tử của Tiêu Hoan) lên làm hoàng đế. Hầu Cảnh đã ra lệnh hành quyết tất cả những hoàng tử của Giản Văn Đế nằm trong tay mình, bao gồm cả Thái tử Tiêu Đại Khí. Sau đó, Hầu Cảnh đã hối tiếc vì đã thực hiện các bước đi này, và đã tính đến chuyện phục vị cho Giản Văn Đế và lập Tiêu Đống làm thái tử, song Vương Vĩ đã khuyên Hầu Cảnh không nên làm như vậy. Hầu Cảnh tiến hành quản thúc tại Vĩnh Phúc tỉnh đối với Tấn An vương.
Trong thời gian bị quản thúc, Tấn An vương rất buồn rầu và sợ hãi. Ông đã viết hàng trăm bài thơ, song vì không được cung ứng giấy để viết, ông đã viết các áng thơ lên tường và bình phong tại phủ. Chưa đầy hai tháng sau khi ông bị phế truất khỏi ngôi vị hoàng đế, Vương Vĩ đã thuyết phục Hầu Cảnh phải loại bỏ cựu hoàng, vì thế Hầu Cảnh đã phái Vương Vĩ cùng Bành Tuyển (彭雋) và Vương Tu Toản (王修纂) đến Vĩnh Phúc tỉnh vào một đêm. Tấn An vương biết được ý định của những người này nên đã thiết tiệc và uống rượu với họ, rồi trở nên rất say. Đến khi ông ngủ thiếp đi, họ đã làm ông chết ngạt, và sau đó đặt ông vào một chiếc quan tài, đem đi cất giữ tại một nơi nấu rượu. Năm 552, sau khi Vương Tăng Biện chiếm được Kiến Khang, Vương đã cho đưa quan tài của Giản Văn Đế vào hoàng cung và an táng với lễ nghi dành cho hoàng đế.

## Gia đình
Hậu phi
- Vương Linh Tân (王靈賓) (505-549), là thái tử phi khi Tiêu Cương còn là thái tử, mất trước khi Tiêu Cương đưng cơ trở thành hoàng đế, được truy thụy là Giản hoàng hậu, hạ sinh Tiêu Đại Khí, Tiêu Đại Liên và Tiêu Diệu Hoành
- Phạm thục phi, sinh Lật Dương công chúa
- Trữ tu hoa, sinh Tiêu Đại Cầu
- Trần thục dung, sinh Tiêu Đại Tâm
- Bao chiêu hoa, sinh Tiêu Đại Quân
- Tả phu nhân, sinh Tiêu Đại Lâm và Tiêu Đại Xuân
- Tạ phu nhân, sinh Tiêu Đại Nhã
- Trương phu nhân, sinh Tiêu Đại Trang
- Phạm phu nhân, sinh Tiêu Đại Uy
- Trần phu nhân, sinh Tiêu Đại Hân
- Chu phu nhân, sinh Tiêu Đại Chí

Tử
- trưởng tử Tiêu Đại Khí (蕭大器), Tuyên Thành vương → Ai thái tử
- nhị tử Tiêu Đại Tâm (蕭大心), Đang Dương công → Tầm Dương vương
- tam tử Tiêu Đại Khoản (蕭大款), Thạch Thành công → Giang Hạ vương → Lâm Xuyên vương
- tứ tử Tiêu Đại Lâm (蕭大臨), Ninh quốc công → Nam Hải vương
- ngũ tử Tiêu Đại Liên (蕭大連), Lâm Thành công → Nam quận vương
- lục tử Tiêu Đại Xuân (蕭大春), Tây Phong công → An Lục vương
- thất tử tảo vong, chưa đặt tên
- bát tử Tiêu Đại Thành (蕭大成), Tân Cam công → Sơn Dương vương → Quế Dương vương
- cửu tử Tiêu Đại Phong (蕭大封), Lâm Tương công → Nghi Đô vương → Nhữ Nam vương → Tấn Lăng công (Bắc Chu)
- thập tử tảo vong, chưa đặt tên
- thập nhất tử tảo vong, chưa đặt tên
- thập nhị tử Tiêu Đại Nhã (蕭大雅), Lưu Dương công
- thập tam tử Tiêu Đại Trang (蕭大庄), Cao Đường công → Tân Hưng vương
- thập tứ tử Tiêu Đại Quân (蕭大鈞), Tây Dương vương
- thập ngũ tử Tiêu Đại Uy (蕭大威), Vũ Ninh vương
- thập lục tử Tiêu Đại Huấn (蕭大訓)
- thập thất tử Tiêu Đại Cầu (蕭大球), Kiến Bình vương
- thập bát tử Tiêu Đại Hân (蕭大昕), Nghĩa An vương
- thập cửu tử Tiêu Đại Chí (蕭大摯), Tuy Kiến vương
- nhị thập tử Tiêu Đại Viên (蕭大圜), Lạc Lương vương → Tấn Hi vương → Thủy Ninh vương (Bắc Chu)

Nữ
- Nam Sa công chúa, hạ giá Viên Hiến (袁憲)
- Tiêu Diệu Hoành (蕭妙紘), Trường Sơn công chúa
- Lật Dương công chúa, sau là phi của Hầu Cảnh
- Dư Diêu công chúa, hạ giá Vương Phổ (王溥)
- cửu nữ Hải Diêm công chúa, hạ giá Trương Hi (張希)
- thập nhất nữ An Dương công chúa, hạ giá Trương Giao (張交), cũng xưng là Định Dương công chúa